# Invasione indonesiana di Timor Est
L'invasione indonesiana di Timor Est, nota in Indonesia come Operazione Loto (Operasi Seroja in indonesiano), fu un conflitto che ebbe inizio il 7 dicembre 1975 con l'invasione dell'esercito indonesiano nel Timor Est sotto pretesto di anticolonialismo. Il rovesciamento di un governo guidato dal FRETILIN, breve ma popolare, scatenò una violenta occupazione che durò per almeno 25 anni, nella quale si stimano tra i 100 000 e i 180 000 morti tra militari e civili, che sia per gli effetti della guerra o per fame. Vi è una stima minima di almeno 102 000 vittime legate al conflitto nell'intero periodo tra il 1974 e il 1999, tra cui 18 600 per le violenze che ne seguirono e 84 200 per malattie e fame; le forze indonesiane e loro ausiliari sono considerate responsabili del 70% delle vittime.
Durante i primi mesi dell'occupazione, l'esercito indonesiano dovette affrontare una pesante resistenza d'insurrezione nell'entroterra montano dell'isola, certamente guidata dal FRETILIN, ma dal 1977-78, gli indonesiani ebbero accesso a nuove armi, concesse da Stati Uniti, Israele e altri paesi, avendo quindi gioco più facile nell'occupazione. Gli ultimi due decenni del secolo videro continui scontri tra gli indonesiani e gli est-timoresi, fino al 1999, quando la maggioranza della popolazione est-timorese votò per l'indipendenza (in alternativa all'"autonomia speciale" che l'avrebbe resa comunque parte dell'Indonesia). Dopo oltre due anni di transizione sotto gli auspici di tre missioni delle Nazioni Unite, Timor Est fu reso indipendente il 20 maggio 2002.

## Antefatti
Il Timor Est deve le sue rivendicazioni territoriali dal resto del Timor, e l'intero arcipelago indonesiano, come colonie dei portoghesi e non degli olandesi, almeno a partire dal trattato del 1915 firmato tra le due potenze per la partizione dell'isola. Il governo coloniale fu sostituito da quello giapponese durante la seconda guerra mondiale, la cui occupazione scatenò un movimento di resistenza che terminò con la morte di 60 000 persone, il 13% della popolazione di allora. Dopo la guerra, le Indie orientali olandesi assicurarono la propria indipendenza trasformandosi nella Repubblica d'Indonesia, mentre i portoghesi ripresero il controllo sul Timor Est.

### Ritiro dei portoghesi e guerra civile
Secondo la Costituzione del Portogallo del 1976, il Timor Est, noto fino ad allora come Timor portoghese, era una "provincia oltremare", come ogni altra provincia esterna al Portogallo continentale, ossia quelle africane di Angola, Capo Verde, Guinea portoghese, Mozambico e São Tomé e Príncipe, quella cinese di Macao e i territori dell'India portoghese persi per mano della stessa India nel 1961 con l'annessione di Goa.
Nell'aprile del 1974, il Movimento das Forças Armadas della sinistra (Movimento delle Forze Armate, MFA) che si trovava nell'esercito portoghese guidò un colpo di stato contro il governo autoritario del partito destro Estado Novo a Lisbona (la cosiddetta "Rivoluzione dei garofani"), e annunciò il suo intento di porre fine a ogni possedimento coloniale portoghese, tra cui Angola, Mozambico e Guinea, dove i guerriglieri combattevano per l'indipendenza dei rispettivi paesi fin dagli anni 60.
Al contrario delle colonie africane, però, il Timor Est non era coinvolto in una guerra di liberazione nazionale, e dopo la rivoluzione dei garofani, nacquero alcuni nuovi partiti indigeni, tra cui prima tra tutti l'Unione Democratica Timorese (União Democrática Timorense, UDT), in origine composta da capi amministrativi, possessori delle piantagioni e anche capi tribali nativi. Questi capi, dall'origine conservativa, si allearono col Portogallo, e al contrario rifiutarono ogni integrazione con l'Indonesia. Il Fretilin (il Fronte Rivoluzionario del Timor Est Indipendente) era invece formato da amministratori, insegnanti e altri "nuovi membri dell'élite urbana." Tale partito divenne quasi subito più popolare dell'UDT per via della varietà di programmi sociali introdotti alla popolazione; nonostante la possibile rivalità, però, entrambi i partiti entrarono in coalizione nel gennaio del 1975, accomunati dall'autodeterminazione, una coalizione che rappresentava quasi tutti i settori educati e la grande maggioranza della popolazione. Il terzo partito fu l'Associazione Democratica Popolare Timorese (Associação Popular Democratica Timorense APODETI), un partito minore che volle associarsi all'Indonesia, ma non ebbe molto successo.
Nell'aprile del 1975, la guida dell'UDT si spaccò quando Lopes da Cruz guidò una fazione che volle abbandonare Fretilin, preoccupato che quest'ultimo partito volesse trasformare il Timor Est in un fronte comunista. Fretilin considerò quell'atto una cospirazione indonesiana, dato che il partito radicale non aveva una base di potere. L'11 agosto, la coalizione ebbe ufficialmente termine.
Il colpo di stato dell'UDT fu seguito dalla presa di infrastrutture vitali, tra cui stazioni radio, sistemi di comunicazione internazionale, l'aeroporto e e le stazioni di polizia. Nella guerra civile conseguente, i capi di entrambi i partiti "persero il controllo del comportamento dei loro sostenitori", come dimostrato dai vari sfoghi sanguinosi ora dell'uno, ora dell'altro. I capi UDT arrestarono oltre 80 membri Fretilin, tra cui il futuro capo Xanana Gusmão, e i loro membri uccisero una decina di membri Fretilin in quattro luoghi, tra cui un membro fondatore e il fratello del suo vicepresidente Nicolau Lobato. Fretilin rispose con una chiamata all'esercito timorese, addestrato dai portoghesi. La guerra civile durò per tre settimane, con 1 500 soldati UDT contro 2 000 soldati regolari comandati dai Fretilin. Quando i soldati timoresi pro-portoghesi si rivolsero ai Fretilin, furono noti come i FALINTIL.
Alla fine di agosto, quanto restava dell'UDT si ritirò verso il confine indonesiano; tra questi, novecento attraversarono il Timor Ovest il 24 settembre 1975, seguito da migliaia di altri, lasciando il Fretilin a controllare il Timor Est per i prossimi tre mesi. Tra i morti nella guerra civile si contano quattrocento a Dili, e almeno seicento nelle colline.

## Nei media popolari
- Balibo, film australiano del 2009 che ha come argomento i Balibo Five, un gruppo di giornalisti australiani che vennero catturati e uccisi appena prima dell'invasione indonesiana del Timor Est.
- Beatriz' War, film drammatico est-timorese del 2013 ambientato proprio durante l'invasione.